# مؤسسه پژوهشی باغبانی و کشاورزی
مؤسسه پژوهشی باغبانی و کشاورزی (به انگلیسی: East Malling Research Station) موسسه‌ای است که در کنت، انگلستان واقع شده و در مورد باغبانی و کشاورزی پژوهش می‌کند. تخصص این مؤسسه در تولید میوه و موسسه‌ای خصوصی است.

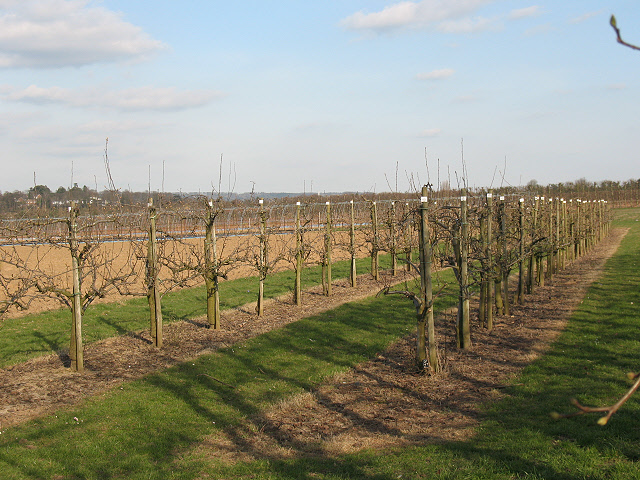
باغ میوهٔ سایت

### کلیپ‌های ویدئویی
- Pest control in August 2009
- Malaria prevention in August 2009 by گندواش